# Кантанен, Тапио
Пааво Тапио Кантанен (фин. Paavo Tapio Kantanen; р. 31 мая 1949) — финский легкоатлет, призёр Олимпийских игр.
Пааво Тапио Кантанен родился в 1949 году в Хейнола. В 1972 году на Олимпийских играх в Мюнхене он стал бронзовым призёром в беге на 3000 м с препятствиями; также принял участие в соревнованиях по бегу на 5000 м. В 1976 году он принял участие в соревнованиях по бегу на 3000 м с препятствиями на Олимпийских играх в Монреале, но стал лишь 4-м. 